# Весёловский сельский совет (Криворожский район)
Веселовский сельский совет (укр. Веселівська сільська рада) — входит в состав
Криворожского района
Днепропетровской области
Украины.
Административный центр сельского совета находится в 
с. Весёлое.

## Населённые пункты совета
- с. Весёлое
- с. Бурлацкое
- с. Львов
- с. Новая Заря
- с. Новый Шлях
- с. Новомарьяновское